# KV33
A KV33 é uma tumba no Vale dos Reis em Egito datada para meados da Décima Oitava Dinastia e usada para sepultar um indivíduo desconhecido. Ela foi descoberta em 1898 por Victor Loret e aberta a turistas no início do século XX até um banco ser construído sobre sua entrada. Ela foi escavada pela primeira vez em 2012 por uma equipe da Universidade da Basileia.

## Arquitetura
A KV33 está localizada próxima da KV34, a tumba de Tutemés III, em encostas elevadas na extremidade de uma vale lateral. Seu traçado é conhecido desde de pelo menos o início da década de 1900, quando foi descrita em um guia turístico como sendo uma "tumba pequena com duas salas vazias, alcançadas por um lance de degraus". A tumba foi cuidadosamente esculpida.

## Exploração
A KV33 foi descoberta em 1898 pelo egiptólogo francês Victor Loret, sendo aberta a turistas no início da década de 1900. Um banco foi construído sobre sua entrada em tempos modernos. Foi escavada em 2012 pelo Projeto Vale dos Reis da Universidade da Basileia. A tumba estava preenchida com entulhos de 1,2 metro de altura que entraram em duas camadas. A liberação do entulho revelou pedras grandes provavelmente foram usadas para selar a entrada, peças de cerâmica, jarros de alabastros e restos de ossos humanos fragmentados. A tumba foi datada para meados da Décima Oitava Dinastia a partir do estilo das cerâmicas, provavelmente do reinado de Tutemés III.